# Плаксивий Владислав Михайлович
Владисла́в Миха́йлович Плакси́вий — старший сержант Збройних сил України, учасник російсько-української війни, що відзначився під час російського вторгнення в Україну в 2022 році. Герой України (2024).

## Життєпис
Народився у с. Голозубинці Кам'янець-Подільського району Хмельницької області. Навчався в місцевій школі, пізніше вступив до Кам'янець-Подільського коледжу харчової промисловості.
З 2019 служить за контрактом у Збройних силах України. Пройшов шлях від сапера до командира інженерно-саперного взводу. Служить у складі 48-ї інженерної бригади. 
Російське вторгнення в Україну зустрів на передовій, на лінії зіткнення у Донецькій області. Завдяки інженерним загородженням, встановленим його підрозділом, лише за чотири місяці 2022 року знищено понад 20 одиниць бронетехніки противника.
У 2024 році з перших днів брав участь у боях на території Курської області. Під інтенсивним обстрілом він проробив проходи в мінно-вибухових загородженнях першої лінії оборони ворожих військ, що дозволило українським силам просунутися вперед.

## Нагороди
- Звання Герой України з врученням ордена «Золота Зірка» (1 листопада 2024) — за особисту мужність і героїзм, виявлені у захисті державного суверенітету та територіальної цілісності України, самовіддане служіння Українському народові[3].